# خانه ضیائی
خانه ضیائی مربوط به اوایل دوره قاجار است و در اردکان، محله علی بیک، کوچه انصاری، خانه محمد ضیائی واقع شده و این اثر در تاریخ ۱۰ خرداد ۱۳۸۲ با شمارهٔ ثبت ۹۱۲۰ به‌عنوان یکی از آثار ملی ایران به ثبت رسیده‌است.